# Bengalia martinleakei
Bengalia martinleakei är en tvåvingeart som beskrevs av Senior-white 1930. Bengalia martinleakei ingår i släktet Bengalia och familjen spyflugor. Inga underarter finns listade i Catalogue of Life.